# 2012 em Portugal
Eventos no ano de 2012 em Portugal.

## Incumbents
- Presidente: Professor Doutor Aníbal Cavaco Silva
- Primeiro-Ministro: Pedro Passos Coelho

## Eventos

### Maio
- 1 de Maio - Corrida ao Pingo Doce de 2012

### Setembro
- 15 de setembro - 15 de setembro de 2012 protestos portugueses

## Artes e entretenimento
Na música: Portugal no festival Eurovisão da Canção de 2012.

## Desporto
O futebol (soccer) competições: Primeira Liga, Liga de Honra, da Terceira Divisão, Taça da Liga, Taça de Portugal.

## Mortes
- 4 de fevereiro - Fernando Lanhas, pintor (nascido em 1923).[1]
- 21 de fevereiro - Manuel Franco da Costa de Oliveira Falcão, Católica Romana prelado, Bispo de Beja (nascido em 1922).[2]
- 24 de fevereiro - Infanta Maria Adelaide, royal (nascido em 1912).
- 28 de fevereiro - Jaime Graça, jogador de futebol (nascido em 1942).